# Herman Løvenskiold (1701-1759)
 Der er flere personer med dette navn, se Herman Løvenskiold.
Herman Leopoldus Løvenskiold (født 6. april 1701 i Vold, Bolvig, død 19. september 1759 i Borgestad) var en dansk-norsk godsejer og kancelliråd, halvbror til Severin Leopoldus Løvenskiold.
Han var ejer af Bolvig Jernværk (1728-39, og fra 1742), Borgestad Hovedgård (1731) og Fossum Jernværk (1739). Alle ejendommene ligger i søndre del af Bratsberg Amt  (nu Telemark fylke), og Fossum er fortsat i slægtens eje.
Han var søn af Herman Løvenskiold og Inger Borse. Både fader og sønner blev adlet 6. november 1739. 1725 havde han været udenlands og 21. januar 1728 var han blevet kancelliråd.
15. juli 1728 ægtede han Margrete Deichmann (1708-1759). De fik bl.a. sønnerne Herman Leopoldus og Severin, der overtog godserne.
Han er begravet ved Gjerpen Kirke.